# Hypsicera
Hypsicera is een geslacht van insecten uit de orde vliesvleugeligen (Hymenoptera) en de familie Ichneumonidae.

## Soorten
- H. affinis Chiu, 1962
- H. amica (Seyrig, 1934)
- H. anglica (Cockerell, 1921)
- H. bicolor Momoi & Kusigemati, 1970
- H. brevicornis Momoi & Kusigemati, 1970
- H. britannica Tolkanitz, 2011
- H. carinata Momoi & Kusigemati, 1970
- H. carnosa Chiu, 1962
- H. cavicola (Cushman, 1930)
- H. conviva (Seyrig, 1935)
- H. cribrosa (Benoit, 1955)
- H. cuneata Townes & Townes, 1959
- H. curvator (Fabricius, 1793)
- H. chena Gauld & Sithole, 2002
- H. dundundu Gauld & Sithole, 2002
- H. ecarinata Tolkanitz, 1986
- H. eriplanator Aubert, 1969
- H. erythropus (Cameron, 1902)
- H. femoralis (Geoffroy, 1785)
- H. flaviceps (Ratzeburg, 1852)
- H. formosana (Uchida, 1930)
- H. fulviceps Townes & Townes, 1959
- H. fuscipilosa (Cameron, 1905)
- H. globosa Chiu, 1962
- H. harrelli Momoi & Kusigemati, 1970
- H. huma Gauld & Sithole, 2002
- H. imperfecta Kusigemati, 1987
- H. incarinata Momoi & Kusigemati, 1970
- H. intermedia Momoi & Kusigemati, 1970
- H. kenyensis (Seyrig, 1935)
- H. lepida Tolkanitz, 1995
- H. lita Chiu, 1962
- H. lobata (Benoit, 1955)
- H. major (Benoit, 1954)
- H. makiharai Kusigemati, 1971
- H. minor (Benoit, 1954)
- H. msana Gauld & Sithole, 2002
- H. msoroa Gauld & Sithole, 2002
- H. mukanwa Gauld & Sithole, 2002
- H. nelsonensis Berry, 1990
- H. nepalensis Kusigemati, 1985
- H. nhema Gauld & Sithole, 2002
- H. nigribasis Momoi & Kusigemati, 1970
- H. nyanga Gauld & Sithole, 2002
- H. obliqua Kusigemati, 1983
- H. obsoleta (Benoit, 1955)
- H. oharai Kusigemati, 1983
- H. orientalis Tolkanitz, 1995
- H. parca (Morley, 1913)
- H. parva Kusigemati, 1971
- H. pfumbua Gauld & Sithole, 2002
- H. postfurcalis Kusigemati, 1971
- H. rugosa Kusigemati, 1971
- H. ruokoa Gauld & Sithole, 2002
- H. seta Chiu, 1962
- H. spiracularis Tolkanitz, 1995
- H. subtilitor Aubert, 1969
- H. taiwana Kusigemati, 1983
- H. townesus Chiu, 1962
- H. vudzia Gauld & Sithole, 2002
- H. watanabei Momoi & Kusigemati, 1970
- H. yoshimotoi Momoi & Kusigemati, 1970
- H. zisoa Gauld & Sithole, 2002